# Filosofie orientali
Con filosofie orientali si indicano, in senso lato, le tradizioni speculative del continente asiatico, per distinguerle da quelle della civiltà occidentale.

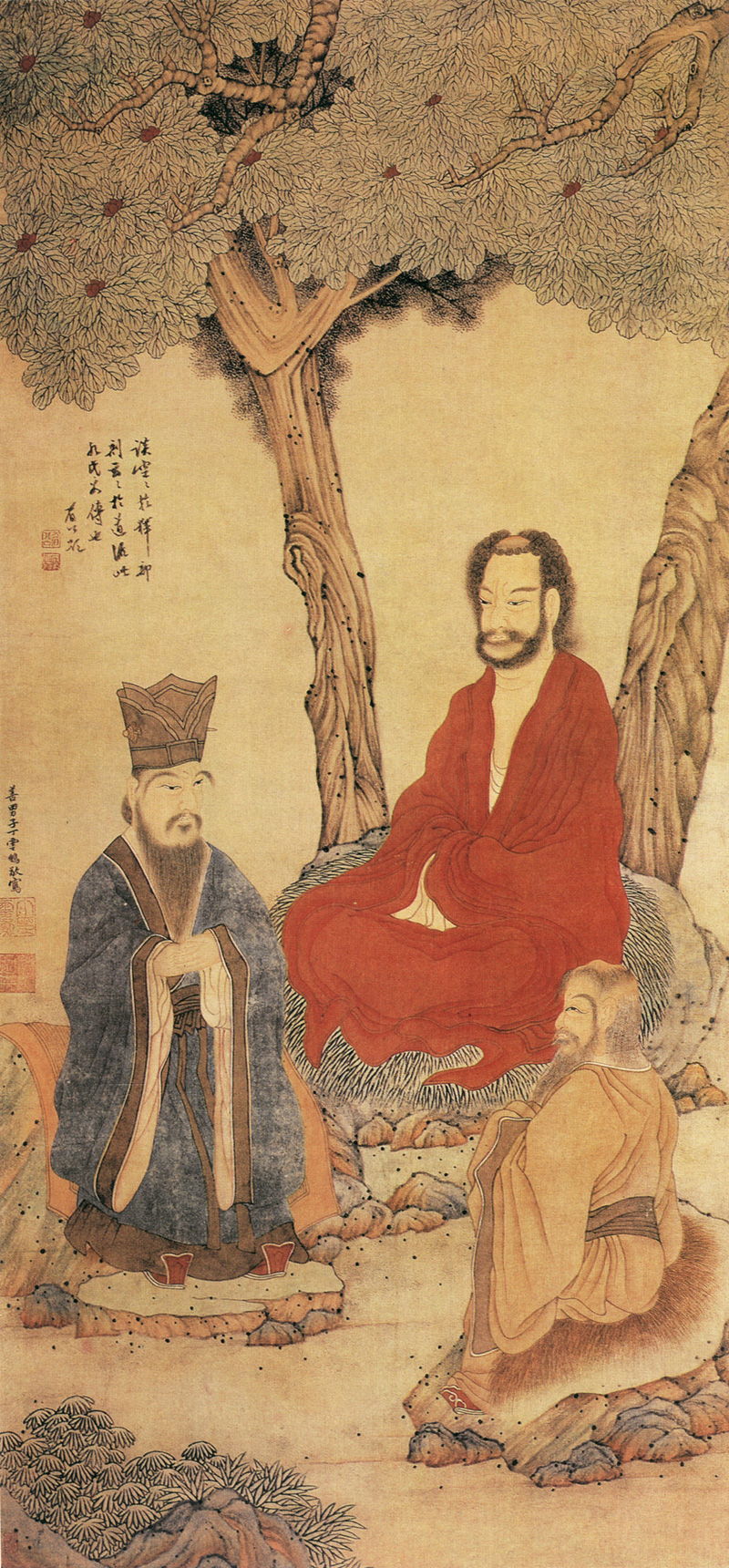
Confucio (a sinistra), Lao Tze (in alto) e il Buddha Sakyamuni (a destra) in un dipinto su pergamena risalente alla dinastia Ming (1368-1644)

## Caratteristiche
L'insieme di Weltanschauung (visioni del mondo) etiche e morali offerto da molte tradizioni orientali sono state poste in parallelo con quelle filosofiche occidentali a seguito dell'intensificarsi dei rapporti con quest'ultime tra il Settecento e l'Ottocento, e poi soprattutto a partire dal secondo dopoguerra negli Stati Uniti. Ad esempio, nel Buddhismo esistono svariate scuole, tra cui la Theravāda (la «scuola degli anziani», da alcuni detta Hīnayāna, "veicolo inferiore"), che tratta maggiormente di filosofia personale in senso esistenziale, ma anche il Mahāyāna o "grande veicolo", di impostazione più simile ai sistemi della filosofia occidentale.
In Cina si sono sviluppate nei secoli varie scuole di pensiero molto diversificate, alcune delle quali, come la Taoista e la Moista, hanno contribuito allo sviluppo di una visione del mondo naturalistica, altre, come la Logicista, hanno iniziato un interessante studio della logica (che non è però proseguito) in una maniera che ricorda la sofistica. Il Confucianesimo, il Taoismo ed il Legismo hanno dibattuto sulla natura dello stato e della politica. Infine, i Naturalisti svilupparono il discorso sul monismo naturalistico e posero le basi teoriche per il pensiero scientifico cinese.
La trasmissione da maestro ad allievo, che spesso viene considerata tipica delle filosofie orientali, avviene attraverso dialogo e confronto, e non esclusivamente attraverso dogmi: basti pensare ai kōan: enigmi, indovinelli da risolvere mediante ragionamento filosofico e non logico, poiché in un certo senso trascendono la logica. Proprio questa apertura mentale porta all'esistenza, nelle filosofie orientali, di diverse scuole senza che vi siano netti scismi: senza dogmi fissi, si accettano le teorie delle altre scuole come si accettano diverse teorie fisiche, finché una non si dimostra migliore delle altre.

## Correnti
- Induismo
  - Yoga
  - Śivaismo
  - Vaishnavismo
  - Sāṃkhya
  - Vedānta
- Giainismo
- Sikhismo
- Buddhismo
  - Zen
- Confucianesimo
  - Neoconfucianesimo
  - Legismo
- Moismo
- Taoismo
- Amidismo
- Shintoismo
- Islam
  - Sufismo

## Maestri ed esponenti illustri
Segue una lista non esaustiva di alcuni tra i più importanti esponenti del pensiero filosofico e religioso di paesi asiatici diversi, le cui tradizioni non hanno avuto necessariamente contatti o continuità.
- Mahavira – Giainismo
- Adi Shankara – Vedanta
- Mahatma Gandhi – Non violenza
- Kapila – Sāṃkhya
- Guru Nanak – Sikhismo
- Patañjali – Yoga
- Buddha – Buddhismo
- Bodhidharma – Buddhismo, Zen
- Nāgārjuna – Buddhismo, Sunyavada
- Confucio (孔子, Kongzi) - Confucianesimo
- Mencio (孟子, Mengzi) - Confucianesimo
- Xunzi (荀子) - Confucianesimo, Legismo
- Maometto - Islam
- Zhuangzi (莊子) - Taoismo
- Laozi (老子) - Taoismo
- Mozi (墨子, raramente Mocius) -  Moismo
- Sunzi (孫子)- Bing Fa, L'arte della guerra: strategia
- Zhuxi (朱熹) - Confucianesimo, Neoconfucianesimo
- Kūkai (空海) - Buddhismo Giapponese, Shingon
- Saichō (最澄) - Buddhismo giapponese, Tendai
- Dōgen (道元) - Zen, Buddhismo giapponese
- Eisai (栄西) - Zen, Tendai, Buddhismo giapponese
- Nichiren (日蓮) - Buddhismo giapponese, Nichiren-shū, Shō-shū
- Hōnen (法然) - Buddhismo giapponese, Amidismo
- Motoori Norinaga (本居宣長) - Shintoismo, Kokugaku
- Hirata Atsutane (平田篤胤) - Kokugaku
- Ishida Baigan (石田梅岩) - Shingaku, Neoconfucianesimo
- Milarepa (Mi la Ras pa) - Buddhismo, Buddhismo tibetano, Kagyupa
- Tsongkhapa (Tson kha pa) - Buddhismo, Buddhismo tibetano, Gelugpa